# Anthelephila alfierii
Anthelephila alfierii es una especie de coleóptero de la familia Anthicidae.

## Distribución geográfica
Habita en Egipto.